# 1 000 kilomètres de Fuji 1991 (All Japan)
Les 1 000 kilomètres de Fuji 1991 (officiellement appelé les All Japan Fuji 1000 km), disputées le 5 mai 1991 sur le Fuji Speedway, ont été la troisième manche du Championnat du Japon de sport-prototypes 1991.

## La course

### Classement de la course
Voici le classement officiel au terme de la course,.
- Les premiers de chaque catégorie du championnat du monde sont signalés par un fond jaune.
- Pour la colonne Pneus, il faut passer le curseur au-dessus du modèle pour connaître le manufacturier de pneumatiques.
- Les voitures ne réussissant pas à parcourir 75% de la distance du gagnant sont non classées (NC).

| Pos  | Classe | no  | Écurie              | Pilotes                                              | Châssis                             | Pneus | Tours | Temps               |
| Pos  | Classe | no  | Écurie              | Pilotes                                              | Moteur                              | Pneus | Tours | Temps               |
| ---- | ------ | --- | ------------------- | ---------------------------------------------------- | ----------------------------------- | ----- | ----- | ------------------- |
| 1    | C1     | 23  | Nissan Motorsport   | Kazuyoshi Hoshino Toshio Suzuki                      | Nissan R91CP                        | B     | 224   | 5 h 28 min 38 s 962 |
| 1    | C1     | 23  | Nissan Motorsport   | Kazuyoshi Hoshino Toshio Suzuki                      | Nissan VHR35Z 3,5 l V8 Turbo        | B     | 224   | 5 h 28 min 38 s 962 |
| 2    | C1     | 1   | Nissan Motorsport   | Masahiro Hasemi Anders Olofsson                      | Nissan R91CP                        | B     | 224   | + 2 s 235           |
| 2    | C1     | 1   | Nissan Motorsport   | Masahiro Hasemi Anders Olofsson                      | Nissan VHR35Z 3,5 l V8 Turbo        | B     | 224   | + 2 s 235           |
| 3    | C1     | 36  | Toyota Team Tom’s   | Masanori Sekiya Hitoshi Ogawa                        | Toyota 91C-V                        | B     | 223   | + 1 tour            |
| 3    | C1     | 36  | Toyota Team Tom’s   | Masanori Sekiya Hitoshi Ogawa                        | Toyota R36V 3,6 l V8 Turbo          | B     | 223   | + 1 tour            |
| 4    | C1     | 100 | Nisseki Racing Team | George Fouché Steven Andskär                         | Porsche 962GTi                      | D     | 223   | + 1 tour            |
| 4    | C1     | 100 | Nisseki Racing Team | George Fouché Steven Andskär                         | Porsche Type-935 3,0 l Flat-6 Turbo | D     | 223   | + 1 tour            |
| 5    | C1     | 37  | Toyota Team Tom’s   | Geoff Lees Pierre-Henri Raphanel                     | Toyota 91C-V                        | B     | 222   | + 2 tours           |
| 5    | C1     | 37  | Toyota Team Tom’s   | Geoff Lees Pierre-Henri Raphanel                     | Toyota R36V 3,6 l V8 Turbo          | B     | 222   | + 2 tours           |
| 6    | GTP    | 202 | Mazdaspeed          | Takashi Yorino Yojiro Terada                         | Mazda 787                           | D     | 222   | + 2 tours           |
| 6    | GTP    | 202 | Mazdaspeed          | Takashi Yorino Yojiro Terada                         | Mazda R26B 2,6 l 4-Rotor            | D     | 222   | + 2 tours           |
| 7    | C1     | 7   | The Alpha Racing    | Tiff Needell Anthony Reid                            | Porsche 962C                        | Y     | 218   | + 6 tours           |
| 7    | C1     | 7   | The Alpha Racing    | Tiff Needell Anthony Reid                            | Porsche Type-935 3,2 l Flat-6 Turbo | Y     | 218   | + 6 tours           |
| 8    | C1     | 38  | Toyota Team SARD    | Roland Ratzenberger Naoki Nagasaka                   | Toyota 91C-V                        | B     | 216   | + 8 tours           |
| 8    | C1     | 38  | Toyota Team SARD    | Roland Ratzenberger Naoki Nagasaka                   | Toyota R36V 3,6 l V8 Turbo          | B     | 216   | + 8 tours           |
| 9    | GTP    | 201 | Mazdaspeed          | Tetsuya Oota (en) David Kennedy                      | Mazda 787B                          | D     | 191   | + 33 tours          |
| 9    | GTP    | 201 | Mazdaspeed          | Tetsuya Oota (en) David Kennedy                      | Mazda R26B 2,6 l 4-Rotor            | D     | 191   | + 33 tours          |
| 10   | GTP    | 230 | Pleasure Racing     | Tetsuji Shiratori Masatomo Shimizu                   | Mazda 767B                          | D     | 179   | + 45 tours          |
| 10   | GTP    | 230 | Pleasure Racing     | Tetsuji Shiratori Masatomo Shimizu                   | Mazda 13J 1,3 l 2-Rotor             | D     | 179   | + 45 tours          |
| Abd. | C1     | 2   | Team Taisan Klepper | Kunimitsu Takahashi Stanley Dickens Will Hoy         | Porsche 962C                        | Y     | 151   | Accident            |
| Abd. | C1     | 2   | Team Taisan Klepper | Kunimitsu Takahashi Stanley Dickens Will Hoy         | Porsche Type-935 3,0 l Flat-6 Turbo | Y     | 151   | Accident            |
| Abd. | C1     | 77  | Team Fedco          | Kiyoshi Misaki (en) Hisashi Yokoshima (en)           | Spice SE91C                         | D     | 137   | Embrayage           |
| Abd. | C1     | 77  | Team Fedco          | Kiyoshi Misaki (en) Hisashi Yokoshima (en)           | Ford Cosworth DFZ 3,5 l V8 Atmo     | D     | 137   | Embrayage           |
| Abd. | C1     | 27  | FromA Racing        | Akihiko Nakaya Volker Weidler Thomas Danielsson (en) | Nissan R91CK                        | B     | 103   | Transmission        |
| Abd. | C1     | 27  | FromA Racing        | Akihiko Nakaya Volker Weidler Thomas Danielsson (en) | Nissan VHR35Z 3,5 l V8 Turbo        | B     | 103   | Transmission        |
| Abd. | C1     | 18  | TWR Suntec Jaguar   | Mauro Martini Jeff Krosnoff                          | Jaguar XJR-11                       | D     | 83    | Moteur              |
| Abd. | C1     | 18  | TWR Suntec Jaguar   | Mauro Martini Jeff Krosnoff                          | Jaguar JV6 3,5 l V6 Turbo           | D     | 83    | Moteur              |
| Abd. | C1     | 25  | Team LeMans         | Hideki Okada Takao Wada                              | Nissam R91VP                        | Y     | 81    | Accident            |
| Abd. | C1     | 25  | Team LeMans         | Hideki Okada Takao Wada                              | Nissan VHR35Z 3,5 l V8 Turbo        | Y     | 81    | Accident            |

## Pole position et record du tour
- Pole position :  Masahiro Hasemi (#1 Nissan Motorsport) en 1 min 15 s 188
- Meilleur tour en course :  Toshio Suzuki (#23 Nissan Motorsport) en 1 min 20 s 712

## À noter
- Longueur du circuit : 4,470 km
- Distance parcourue par les vainqueurs : 737,550 km